# Чертовски счастливый день
«Чертовски счастливый день» (кор. 운수 오진 날, также известный как «Чертовски удачный день») — южнокорейская дорама в жанре психологической драмы и триллера 2023 года с Ли Сон Мином, Ю Ён Соком и Ли Джон Ын в главных ролях, основанный на одноимённом вебтуне автора Aporia, опубликованном на Naver. Это оригинальная дорама TVING, разделённая на две части: первая часть была выпущена 24 ноября 2023 года, а вторая — 8 декабря 2023 года в 12:00 (KST). Веб-сериал также транслировался на телеканале tvN с 20 ноября по 19 декабря 2023 каждый понедельник и вторник в 22:30 (KST).
Премьера дорамы «Чертовски счастливый день» состоялась 4 октября 2023 года в секции «On Screen» 28-го Пусанского международного кинофестиваля, где были показаны два из десяти эпизодов.

## Сюжет
Обычному таксисту О Тхэку (Ли Сон Мин) приснились свиньи, и он решил, что теперь ему очень сильно повезёт. Таксист оказался прав, когда на следующий день он соглашается отвезти клиента (Ю Ён Сок) до города Мокпо за миллион вон (тысячу долларов). Польстившись на такой куш, водитель и подумать не мог, что его пассажир — серийный убийца, который пытается сбежать из страны. Теперь О Тхэк должен отправиться в ужасающую поездку, используя всю свою хитрость и находчивость, чтобы выжить.

## В ролях

### В главных ролях
- Ли Сон Мин в роли О Тхэка, доверчивого таксиста[12].
- Ю Ён Сок в роли Ли Бён Мина / Гым Хёк Су, серийного убийцы, пытающегося покинуть страну[12].
- Ли Джон Ын в роли Хван Сун Кю, матери Нам Юн Хо, преследующей убийцу своего сына[12].

### Второстепенные роли
- Ки Ын Су в роли Ку Чхэ Ри[13].
- Хан Дон Хи в роли Юн Се На, первой возлюбленной Ли Бён Мина[14].
- Тэ Хан Хо в роли Ян Сын Тэка[15].
- Ли Кан Джи в роли сына Сун Кю[16].
- Джу Ён У в роли Гон Чон Сока[17].
- О Хе Вон в роли Но Хён Джи[18].
- Чон Ман Сик в роли детектива Ким Джун Мина.

## Производство
19 апреля 2023 года Paramount+ и TVING объявили о производстве сериала.
Премьера веб-сериала состоялась на TVING в Республике Корея, а затем он стал доступен по всему миру на Paramount+ в США, Канаде, Великобритании, Австралии, Латинской Америке, Бразилии, Италии, Франции, Германии, Швейцарии и Австрии 1 февраля 2024 года. Paramount Global Content Distribution занималась глобальными продажами за пределами Республики Корея, Японии и Тайваня.
18 октября 2023 года было объявлено, что сериал будет транслироваться на телеканале tvN. Сериал также транслировался на tvN Asia по соглашению с Paramount.

## Рейтинги
| Эпизод | Дата трансляции | Средняя доля аудитории (Nielsen Korea) | Средняя доля аудитории (Nielsen Korea) |
| Эпизод | Дата трансляции | По всей стране                         | Сеул                                   |
| --- | --------------- | -------------------------------------- | -------------------------------------- |
| 1 | 20 ноября 2023  | 4,109% (1е)                            | 4,746% (1е)                            |
| 2 | 21 ноября 2023  | 2,656% (2е)                            | 2,994% (2е)                            |
| 3 | 27 ноября 2023  | 2,135% (1е)                            | 2,315% (1е)                            |
| 4 | 28 ноября 2023  | 2,146% (2е)                            | 2,463% (2е)                            |
| 5 | 4 декабря 2023  | 1,920% (3е)                            | 2,135% (2е)                            |
| 6 | 5 декабря 2023  | 2,389% (2е)                            | 2,468% (2е)                            |
| 7 | 11 декабря 2023 | 2,105% (2е)                            | 2,285% (2е)                            |
| 8 | 12 декабря 2023 | 2,668% (2е)                            | 3,330% (2е)                            |
| 9 | 18 декабря 2023 | 2,17% (1е)                             | N/A                                    |
| 10 | 19 декабря 2023 | 2,41% (2е)                             | N/A                                    |
| Средний | Средний         | 2,471%                                 | 2,842%                                 |
| - В таблице выше синие числа представляют самые низкие оценки, а красные числа представляют самые высокие оценки. - Этот сериал транслировался на кабельном канале/платном телевидении, у которого обычно сравнительно меньшая аудитория по сравнению с бесплатными телеканалами/общественными вещателями (KBS, SBS, MBC и EBS). |                 |                                        |                                        |